# Danone Hardcourt Championships 1994
Danone Hardcourt Championships 1994 — жіночий тенісний турнір, що проходив на відкритих кортах з твердим покриттям Milton Tennis Centre у Брисбені (Австралія). Належав до турнірів 3-ї категорії в рамках Туру WTA 1994. Тривав з 3 до 9 січня 1994 року. Друга сіяна Ліндсі Девенпорт здобула титул в одиночному розряді й отримала 27 тис. доларів США.

## Фінальна частина

### Одиночний розряд
Ліндсі Девенпорт —  Флоренсія Лабат 6–1, 2–6, 6–3
- Для Девенпорт це був 1-й титул за рік і 2-й - за кар'єру.

### Парний розряд
Лаура Голарса /  Наталія Медведєва —  Дженні Бірн /  Рейчел Макквіллан 6–3, 6–1
- Для Голарси це був єдиний титул за сезон і 4-й — за кар'єру. Для Медведєвої це був єдиний титул за сезон і 14-й — за кар'єру.